# Bernardete Gatti
Bernardete Angelina Gatti (Matão, 1941) é uma pesquisadora brasileira na área de educação. Ela coordenou estudos da área de formação de professores, e é uma das principais pesquisadoras desta área no Brasil.

## Biografia
Bernardete fez ensino médio na Escola Normal Estadual de Matão, no interior de São Paulo. Graduou-se no bacharelado e licenciatura em pedagogia pela Universidade de São Paulo (1959-1962), onde foi aluna de Carolina Bori.
Após a graduação, atuou em colégios públicos na alfabetização de crianças e lecionando para crianças e adolescentes.
Em 1964, começou a lecionar em tempo parcial como professora de estatística no Instituto de Matemática e Estatística na USP.
Ingressou no curso de matemática na USP, e aprofundou seu conhecimento em estatística aplicada, mas abandonou o curso antes da sua conclusão para fazer um doutorado em Psicologia na Universidade Paris VII – Denis Diderot (1968-1972), orientada por Paul Arbousse-Bastide. Em 1971 iniciou sua carreira como pesquisadora na Fundação Carlos Chagas, e se tornou vice-presidente da fundação em 2014. Em 2017, deixou a instituição, mas continuou atuando como consultora.
É membra da Academia Paulista de Educação desde 2007, ocupando a cadeira que já havia sido de Egon Schaden, Benedito Castrucci e Teodoro Augusto Ramos.
Em 2016, tornou-se presidente do Conselho Estadual de Educação de São Paulo. Já atuou como consultora da UNESCO e de outros organismos internacionais.

## Produção científica e acadêmica
Bernardete já escreveu cerca de 120 artigos científicos, e já escreveu ou organizou 19 livros. Seu livro publicado em 2013, "O trabalho Docente – Avaliação, valorização, controvérsias", foi considerado um dos 10 livros essenciais para a formação do professor, de acordo com a Revista Nova Escola.

Em um estudo de 2008, Gatti analisou o currículo de 94 cursos de licenciatura em pedagogia, língua portuguesa, matemática e ciências biológicas, e concluiu que disciplinas voltadas para a área da educação, como didática e psicologia da educação, compunham até 10% do currículo desses cursos. Em entrevista, afirmou que o que caracteriza a crise na formação de professores é "a ideia de que o conteúdo prevalece sobre as metodologias de ensino e na dissociação dessas metodologias dos conteúdos curriculares", e portanto as licenciaturas no Brasil não estavam formando professores, mas sim biólogos, físicos, matemáticos, profissionais sem formação pedagógica.